# جوناثان بومان (سياسي)
جوناثان بومان هو محامي وشخصية أعمال وسياسي أمريكي، ولد في 26 مايو 1826 في تشارلستون في الولايات المتحدة، وتوفي في 16 يوليو 1895. نشط حزبياً في الحزب الجمهوري. وقد انتخب عضو جمعية ولاية ويسكونسن ‏ وانتخب عضو مجلس ولاية ويسكونسن ‏.